# Elien Meijer
Elsiena „Elien“ Janneke Meijer (* 25. Januar 1970 in Den Helder) ist eine ehemalige niederländische Ruderin. Sie gewann als Mitglied des niederländischen Achters 2000 die olympische Silbermedaille.
Die 1,77 m große Elien Meijer ruderte für die Algemene Utrechtse Studenten Roeivereniging Orca. Bei den Weltmeisterschaften 1994 in Indianapolis siegte der niederländische Vierer ohne Steuerfrau mit Femke Boelen, Elien Meijer, Muriel van Schilfgaarde und Rita de Jong vor den Booten aus den Vereinigten Staaten und aus Australien. Mit dem Achter belegte Meijer in Indianapolis den vierten Platz. Im Jahr darauf belegte der niederländische Vierer ohne Steuerfrau den sechsten Platz bei den Weltmeisterschaften in Tampere. Bei den Olympischen Spielen 1996 in Atlanta trat Elien Meijer zusammen mit Anneke Venema im Zweier ohne Steuerfrau an und belegte den achten Platz.
Nach zwei Jahren Pause kehrte Meijer 1999 als Mitglied des Achters zurück auf die Regattastrecke. Im Weltcup belegte der Achter den zweiten Platz in Hazewinkel und in Luzern. Bei den Weltmeisterschaften 1999 in St. Catharines erreichte der Achter den vierten Platz. 2000 gewannen die Niederländerinnen den Weltcup-Auftakt in München, in Luzern belegten sie den vierten Platz. Bei den Olympischen Spielen in Sydney siegten wie in Luzern die Rumäninnen, drei Sekunden dahinter gewannen die Niederländerinnen die Silbermedaille in der Besetzung Anneke Venema, Carin ter Beek, Nelleke Penninx, Pieta van Dishoeck, Eeke van Nes, Tessa Appeldoorn, Marieke Westerhof, Elien Meijer und Steuerfrau Martijntje Quik.